# Ettore Molinaro
Ettore Molinaro, né le 18 octobre 1906 à Buja dans le Frioul-Vénétie Julienne, et mort le 19 mai 2001 à Domont, est un coureur cycliste italien, professionnel de 1934 à 1935.

## Biographie
En 1935, il court pour l'équipe cycliste Peugeot.

## Palmarès
- 1931
  - Circuit de la Somme
- 1934
  - Lyon-Vals-les-Bains
  - Circuit France-Comte Beaulieu (Circuit de Franche-Comté et du Territoire de Belfort)
  - 2e de Nice-Mont Agel
  - 2e du Circuit du Mont-Blanc
- 1935
  - Grand Prix cycliste de Mende
  - 2e du Circuit du Ventoux
- 1936
  - Tour du Vaucluse
  - 3e du Grand Prix cycliste de Mende
- 1937
  - 2e de Nice-Mont Agel
- 1943
  - 3e de Valence-Annecy